# Internet Information Services
Internet Information Services (nebo také IIS, dříve nazvaný Internet Information Server) je softwarový webový server s kolekcí rozšiřujících modulů, vytvořený společností Microsoft pro operační systém Windows. Jedná se o třetí nejpoužívanější webový server po serveru Apache a Nginx.
IIS 7.5 podporuje protokoly HTTP, HTTPS, FTP, FTPS, SMTP a NNTP. Je součástí produktové řady Windows Server a také vyšších edicí Windows XP, Windows Vista, Windows 7 a Windows 8. IIS není ve výchozím nastavení Windows zapnut.

## Historie
Aktuální verze je IIS 10.0, která je součástí Windows 10 a Windows Server 2016.
IIS 7.5 má lepší WebDAV a FTP moduly, a nově podporuje správu skrze PowerShell. Součástí nové verze je také podpora nástroje Best Practices Analyzer Tool a proces izolace pro použití fontů.

### Verze
- IIS 1.0, Windows NT 3.51
- IIS 2.0, Windows NT 4.0
- IIS 3.0, Windows NT 4.0 Service Pack 2
- IIS 4.0, Windows NT 4.0 Option Pack
- IIS 5.0, Windows 2000
- IIS 5.1, Windows XP Professional a Windows XP Media Center
- IIS 6.0, Windows Server 2003 a Windows XP Professional x64
- IIS 7.0, Windows Server 2008 a Windows Vista
- IIS 7.5, Windows Server 2008 R2 a Windows 7
- IIS 8.0, Windows Server 2012 a Windows 8
- IIS 8.5, Windows Server 2012 R2 a Windows 8.1
- IIS 10.0, Windows Server 2016, Windows 10, Windows Server 2019

## Použití
Od října 2011, IIS je druhým nejpoužívanějším serverem na světě. Prvním je Apache HTTP Server. Používá se na 15,66% serverů a reaguje na 12,46% ze všech požadavků.

## Bezpečnost
Dřívější verze IIS byly zasaženy množstvím chyb, zejména CA-2001-13, která vedla k neslavnému červu Code Red. Nicméně, obě verze 6.0 a 7.0 v současné době nemají hlášeny žádné problémy s touto konkrétní zranitelností. V IIS 6.0 Microsoft rozhodl změnit chování předinstalovanými ISAPI, z nichž mnohé byly viníky v zranitelnosti 4.0 a 5.0, čímž se snížilo riziko napadení IIS. Kromě toho, IIS 6.0 přidána funkce s názvem "Rozšíření webových služeb", který zabraňuje IIS od spuštění libovolného programu bez výslovného souhlasu správce.
V aktuálním vydání, IIS 7 komponenty jsou jako moduly, takže jen potřebné komponenty musí být instalovány, a tím dále snižují možnost útoku. Navíc jsou přidány funkce zabezpečení, jako Filtrování požadavků, které odmítá podezřelé URL na základě uživatelsky definovaných pravidel.
V červnu 2007, Google provedl studii 80 milionů domén a zjistil, že zatímco podíl IIS na trhu v té době byl 23%, hostoval 49% světového malware. To je stejně jako Apache servery, jejichž podíl na trhu byl 66%. Studie také pozorovala zeměpisné polohy těchto špinavých serverů a došla k závěru, že příčinou by to mohlo být používání pirátských kopií Windows, pro které nebyly k dispozici aktualizace zabezpečení. To už neplatí. Microsoft dodává aktualizace zabezpečení pro všechny uživatele.

## IIS Express
IIS Express je odlehčená verze IIS, určená zejména pro vývojáře webových aplikací a nebo pro testovací účely (k vyzkoušení webové aplikace). Primárně je určena pro klientské systémy Windows, zejména pro starší verze se starší verzí IIS, nebo chybějící IIS (pokud nejde o Windows Professional). IIS Express je také možné instalovat do Windows Server, ale je stále třeba počítat s omezeními, které má oproti IIS, která je součástí systému.
IIS Express lze stáhnout samostatně nebo jako součást Microsoft Web Platform.

### Omezení IIS Express
- Podporuje pouze omezenou množinu protokolů: HTTP, HTTPS, WCF over HTTP.
- Podporuje pouze omezenou množinu rozšíření: URL Rewrite, FastCGI. Tato rozšíření jsou již součástí IIS Express.
- Běží výhradně v režimu uživatele.
- Podpora IIS Express ve Visual Studiu je až od Visual Studio 2010 Service Pack 1.

## Rozšíření
Microsoft uvolňuje nové moduly, mezi vydáním hlavní verze, jež přidávají nové funkce. Následující rozšíření jsou k dispozici pro IIS 7.5:
- FTP Publishing Service – Umožňuje tvůrci webového obsahu publikovat obsah bezpečně na IIS 7 servery s SSL ověřování a přenos dat.
- Administration Pack – Přidává podporu pro správu UI funkcí správy ve službě IIS 7, včetně oprávnění ASP.NET, vlastní chyby, FastCGI konfiguraci a filtrování požadavků.
- Application Request Routing – Poskytuje proxy-směrovací modul, který předá HTTP požadavky na obsahové servery, založené na HTTP hlavičce serverových proměnných a vyrovnávacích algoritmech.
- Database Manager – Umožňuje snadnou správu místní a vzdálené databáze v rámci služby IIS Manager.
- Media Services – Spojuje mediální platformu s IIS k řízení a spravování multimédií a dalšího webového obsahu.
- URL Rewrite Module – Poskytuje přepisovací mechanismus, jenž změní URL žádost před tím, než jsou zpracovány na webový server.
- WebDAV – Umožňuje autorům webu publikovat obsah bezpečně na IIS 7 servery.
- Web Deployment Tool – Synchronizuje IIS 6.0 a IIS 7 servery. Mění IIS 6.0 na IIS 7 a využívá webových aplikací na IIS 7.